# Aripi de noapte
Aripi de noapte sau Aripile nopții (engleză: Nightwings) este o nuvelă științifico-fantastică de Robert Silverberg, prima oară publicată în Galaxy Magazine în 1968. A câștigat Premiul Hugo pentru cea mai bună nuvelă în 1969 și a fost nominalizată la Premiul Nebula pentru cea mai bună nuvelă în 1968. A primit Premiul Apollo în 1976.

## Prezentare
Învinși în trecut de rasa umană, extratereștrii au promis că se vor răzbuna într-o zi când vor invada Pământul. Timpul a trecut, civilizația umană s-a prăbușit și este acum doar o umbră a ceea ce a fost, dar tradiția păstrează amintirea unei posibile amenințări din altă parte. 
Mult timp după ce Pământul a fost aruncat în haos, Ghilda Observatorilor continuă să stea de veghe. Wuelig este un Observator bătrân care toată viața sa a așteptat, urmărind cerul, întoarcerea extratereștrilor de care neamul său se teme. 

## Vezi și
- Pasagerii (carte)
- 1968 în științifico-fantastic